# Laurencia (género)
Laurencia es un género de algas rojas que se encuentran en los mares y las costas, sobre todo cerca de islas. 
Algunos de los tipos más comunes de Laurencia son:
- la especie invasora de Hawái Laurencia nidifica,[2]
- la especie presente en los bancos de Protea Laurencia brongniartii
- la especie de Hluleka Laurencia complanata
- Laurencia flexuosa de False Bay
- Laurencia glomerata de Port Nolloth y Melkbosstrand
- Laurencia natalensis distribuida desde Pearly Beach hasta Agulhas
- Laurencia obtusa de Cape Hangklip
- Laurencia peninsularis, endémica de False Bay
- Laurencia pumila, especie ampliamente distribuida desde Tsitsikamma hasta Mozambique